# Чиркаин
Чиркаин (каз. Шірікқайың) — село в Зыряновском районе Восточно-Казахстанской области Казахстана. Входит в состав Средигорного сельского округа. Код КАТО — 634857400.

## Население
В 1999 году население села составляло 509 человек (241 мужчина и 268 женщин). По данным переписи 2009 года, в селе проживало 367 человек (184 мужчины и 183 женщины).